# 제주 월영사 목조여래좌상
제주 월영사 목조여래좌상은 대한민국 제주특별자치도 제주시 애월읍, 월영사에 있는 불상이다. 2004년 9월 14일 제주특별자치도의 문화재자료 제6호로 지정되었다.

## 개요
본래 제주시 서사가 지경의 법화종 사찰에서 모셔왔다고 한다. 주지 스님의 증언에 의하면 1982년 이 사찰이 훼첼될 때 불단(佛壇) 밑에 방치되었던 여래좌상(坐像如來)을 수습하여 모시게 되었다는 비불(秘佛)과도 같이 귀중히 봉안하여 공개하지 않고 있었다던 것을 최근에 김봉옥 선생의 주선으로 조사하게 되었다.

## 참고 자료
- 월영사소장목조여래좌상 - 국가유산청 국가유산포털